# Ватопеди (дем Полигирос)
Ватопеди (на гръцки: Βατοπέδι) е село в Егейска Македония, Гърция, част от дем Полигирос в административна област Централна Македония. Според преброяването от 2001 година селото има 236 жители.

## География
Ватопеди се намира е разположено в южната част на Халкидическия полуостров на 5 километра югоизточно от Ормилия. Основният поминък на селото е земеделието. На 2 km южно от селото е разхоложен манастирът „Свети Арсений“.

## История
Ватопеди е основано от бежанци от Мала Азия в 1922 година. Селото дължи името си на факта, че землището му в миналото е било собственост на Ватопедския манастир, но е отчуждено.